# 마다가스카르고슴도치붙이
마다가스카르고슴도치붙이 또는 민꼬리텐렉, 커먼텐렉(Tenrec ecaudatus)은 텐렉과에 속하는 포유류의 일종이다. 텐렉속(Tenrec)의 유일종이다. 코모로, 마다가스카르, 모리셔스, 레위니옹과 세이셸에서 발견된다.
지연 서식지는 아열대 또는 열대 기후 지역의 건조림, 습윤 저지대 숲, 습윤 산지 숲, 건조 사바나, 습윤 사바나, 건조 관목 지대, 습윤 관목 숲, 고지대 관목 지대, 건조 저지대 초원, 고지대 초원, 경작지, 목초지, 농장, 그리고 시골과 도시 지역이다.
민꼬리텐렉은 땅에 사는 텐렉과의 종 중에서는 가장 크다. 몸길이는 26~39cm이고, 몸무게는 1.5~2.5 kg 정도이다. 몸에는 불그스레한 회색을 띠는 중간 크기의 털이, 길고 날카로운 가시와 함께 성글게 난다. 잎 사이의 작은 무척추동물을 잡아 먹을뿐 아니라, 음식찌꺼기를 먹거나 개구리, 생쥐 등을 사냥한다. 이 텐렉은 위협을 받으면 비명을 지르며, 가시같은 머리카락이 곤두서고, 뛰어 오르거나 물어뜯는다. 낮에는 바위와 나무 더미 또는 덤불 속의 풀과 나뭇잎 속에 몸을 숨긴다. 평균 15-20마리, 최대 32마리의 새끼를 낳고 임신 기간은 50–60일이다.
새끼 시절에는 흑백의 줄무늬가 나타난다. 민꼬리텐렉이라는 이름에도 불구하고, 1~1.5 cm 길이의 꼬리가 있다.